# Рамон Фонст
Рамон Фонст Сегундо (ісп. Ramón Fonst Segundo; нар. 31 серпня 1883, Гавана — 9 вересня 1959, Гавана) — кубинський фехтувальник, чотириразовий чемпіон Олімпійських ігор.

## Життєпис
Незважаючи на те, що Рамон Фонст народився в Гавані, він провів більшу частину своєї юності у Франції, де навчився фехтувати. Будучи 16-річним юнаком, він виграв змагання серед любителів на шпагах. Він також брав участь у змаганнях, де протистояли найкращі аматори проти найкращих майстрів, у яких він посів друге місце після Альберта Аята. Це були перші кубинські та перші латиноамериканські медалі в історії Олімпійських ігор. Він поповнив свою колекцію на Іграх 1904 року в Сент-Луїсі, вигравши змагання на рапірах і шпагах та спільно з американем Альбертсоном Ван Зо Постом та кубинця Мануелем Діасом, вигравши командні змагання на рапірах.
На 20 років Фонст зник з олімпійської сцени, але не припиняв змагатися, фехтуючи на змаганнях по всьому світу. Коли в 1924 році перша офіційна кубинська команда взяла участь в Олімпійських іграх, Фонст знову став олімпійцем, хоча й без медалі. Його кар'єра ще була далека від завершення, оскільки Фонст домінував у змаганнях з фехтування на Іграх Центральної Америки та Карибського басейну 1926 і 1930 років, вигравши п'ять золотих нагород. У 1938 році, у віці 55 років, він повернувся на ці Ігри та виграв шосте золото — свою останню велику перемогу. Як каламбур на його матронім Сегундо, прізвисько Фонста було El nunca Segundo, що приблизно означає «Той, хто ніколи не йде другим». Фонст продовжував займатися спортом, працюючи президентом кубинського НОК (1941-46) і урядовим радником з фізичного виховання.

## Спортивні результати на міжнародних змаганнях

### Виступи на Олімпіадах
| Змагання                    | Збірна          | Вагова категорія                | Місце  |
| --------------------------- | --------------- | ------------------------------- | ------ |
| Літні Олімпійські ігри 1900 | Куба            | шпага                           | Золото |
| Літні Олімпійські ігри 1900 | Куба            | шпага серед аматорів та маєстро | Срібло |
| Літні Олімпійські ігри 1904 | Куба            | шпага                           | Золото |
| Літні Олімпійські ігри 1904 | Куба            | рапіра                          | Золото |
| Літні Олімпійські ігри 1904 | Змішана команда | командна рапіра                 | Золото |